# 김중태 (1940년)
김중태(金重泰, 1940년 7월 28일~2025년 1월 6일)는 대한민국의 학생운동가 출신 정치인이다. 본관은 선산(善山).

## 학력
- 안계초등학교 졸업
- 경북중학교 졸업
- 경북고등학교 졸업
- 서울대학교 정치학과 졸업
- 1971년 일리노이주립대학교 졸업
- 1975년 뉴스쿨대학교 대학원 철학 박사과정 수료

## 경력
- 새누리당 대한민국대통합위원회 부위원장
- 경북지역 환경연합 녹색물결 대표
- 서울대학교 민족주의 비교연구회 회장
- 6·3동지회 회장

## 역대 선거 결과
|  | 21.45% |

|  | 26.72% |

|  | 3.18% |

## 저서
- 원효결서(元曉訣書)

## 같이 보기
- 6·3 항쟁